# Clinopodium dolichodontum
Clinopodium dolichodontum là một loài thực vật có hoa trong họ Hoa môi. Loài này được (P.H.Davis) Bräuchler & Heubl mô tả khoa học đầu tiên năm 2006.